# Acilius
Acilius es un género de coleópteros adéfagos de la familia Dytiscidae. Los adultos miden de 10 a 16 mm, las larvas llegan a 15 a 30 mm. El género es de distribución holártica. Su hábitat es vegetación sumergida.

## Especies
Tiene las siguientes especies:
- Acilius abbreviatus
- Acilius athabascae
- Acilius brevis
- Acilius canaliculatus
- Acilius confusus
- Acilius duvergeri
- Acilius fasciatus
- Acilius fraternus
- Acilius guerryi
- Acilius laevisulcatus
- Acilius maccullochii
- Acilius mediatus
- Acilius sinensis
- Acilius subimpressus
- Acilius sulcatus
- Acilius sylvanus
- Acilius tomentosus